# Mycterodus denticulatus
Mycterodus denticulatus är en insektsart som beskrevs av Lindberg 1948. Mycterodus denticulatus ingår i släktet Mycterodus och familjen sköldstritar. Inga underarter finns listade i Catalogue of Life.